# Sanlam
Sanlam est un groupe financier Sud-Africain basé au Cap. 
Présent en Tanzanie, en Zambie, au Botswana, au Rwanda, au Malawi, en Namibie, au Mozambique, en Côte d'Ivoire, au Nigeria, en Ouganda, au Kenya et au Maroc, il est le plus important assureur en Afrique. 
Depuis 1998, il est coté à la Bourse de Johannesburg et à la Bourse de Namibie.

## Histoire
À la fin des années 1990, Sanlam se déliste de la bourse et se démutualise.
En 2004, en Namibie, Sanlam fusionne avec ses principaux concurrents pour créer Consolidated Financial Services Holdings Limited. En 2005, Sanlam se rapproche du groupe Shriram (en) pour développer ses offres d'assurance vie en Inde. En 2010, Sanlam lance ses services d'assurance au Ouganda.
En avril 2014, Sanlam acquiert 51 % de l'assureur malaisien MCIS Zurich Insurance Berhad, ayant 3 400 employés, pour 119 millions de dollars.
En mars 2018, Sanlam acquiert la participation qu'il ne détenait pas dans Saham Finances, une compagnie d'assurance marocaine, pour environ 1 milliard de dollars. Cette opération lui permet de se renforcer en Afrique.
En juillet 2020, l'Irlandais Paul Hanratty devient DG de Sanlam, et Elias Masilela devient président du conseil d'administration. En septembre 2021, Sanlam et l'Ivoirien NSIA ont procédé à une série de cessions-acquisitions. NSIA a cédé ses filiales vie et non-vie au Mali à Sanlam, et Sanlam a cédé une filiale vie au Togo, une filiale vie au Gabon, une société d'assurance en Guinée et une société d'assurance au Congo.
En 2021, le chiffre d'affaires de Sanlam atteint 200 milliards de rands, son plus haut niveau depuis le rachat de Saham. Son bénéfice net atteint 11,35 milliards de rands sur la même période.
En mai 2022, un partenariat est signé entre Allianz et Sanlam en vue de placer leur filiale commune en tête du marché des assurances dans plusieurs pays de l'ouest africain : Sénégal, Cameroun, Côte d'Ivoire. Ce partenariat devrait permettre à la co-entreprise de se déployer avec des services financiers non-bancaires dans 29 pays au sein desquels Allianz ou Sanlam sont déjà présents. 
En mai 2023, Sanlam au Maroc signe un contrat de partenariat avec Walid Regragui, l'entraineur de l'équipe nationale devenu star dans son pays, pour utiliser son image à des fins publicitaires.

## Actionnaires
Patrice Motsepe, le premier milliardaire noir sud-africain, détient 5,5% de Sanlam. 